# Bolbocaffer vacivum
Bolbocaffer vacivum är en skalbaggsart som beskrevs av Louis Albert Péringuey 1901. Bolbocaffer vacivum ingår i släktet Bolbocaffer och familjen Bolboceratidae. Inga underarter finns listade.